# Prionops gabela
L'averla piumata di Gabela (Prionops gabela Rand, 1957) è un uccello passeriforme della famiglia Vangidae.

## Etimologia
Il nome scientifico della specie, gabela, si riferisce all'areale occupato da questi uccelli: il nome comune è la traduzione di quello scientifico.

## Descrizione

### Dimensioni
Misura 18–19 cm di lunghezza.

### Aspetto
Si tratta di uccelli dall'aspetto robusto, muniti di grossa testa squadrata e allungata, becco conico forte e appuntito, dall'estremità ricurva verso il basso, ali arrotondate, coda mediamente lunga e dall'estremità squadrata e zampe forti e grosse, anche se non molto lunghe: nel complesso, questi animali ricordano molto l'affine averla piumata di Retz, dalla quale differisce per la colorazione del corpo più chiara.
Il piumaggio è nero lucido su testa, parte superiore del petto e coda, mentre la rimanente parte del petto ed il ventre, nonché le ali, sono di colore grigio cenere (queste ultime con remiganti nere): il sottocoda è di colore bianco candido.
Il becco e le zampe sono di color carnicino-rosato: gli occhi, piuttosto grandi, sono invece di colore giallo, con prominente cerchio perioculare glabro e di color carnicino-rosato anch'esso.

## Biologia
Si tratta di uccelli dalle abitudini diurne, che frequentano soprattutto la canopia, muovendosi alla ricerca di cibo in gruppetti familiari di 3-8 individui che si tengono in costante contatto vocale fra loro.

### Alimentazione
Si tratta di uccelli insettivori, che si nutrono perlopiù di grossi insetti e delle loro larve.

### Riproduzione
Si tratta di uccelli monogami, le cui uova sono state osservate fra giugno e settembre: sebbene non si ocnosca altro circa la loro riproduzione, che tuttavia molto verosimilmente non differisce da quella delle altre averle piumate in maniera significativa.

## Distribuzione e habitat
Come intuibile sia dal nome scientifico che dal nome comune, l'averla piumata di Gabela è endemica di una ristretta zona (Gabela, appunto) della savana e boscaglie della scarpata angolana, nel retroterra di Porto Amboim.
L'habitat di questi uccelli è rappresentato dalla savana secca alberata primaria e secondaria: questi uccelli colonizzano inoltre le piantagioni di caffè.